# کارلو واساما
کارلو واساما (فنلاندی: Kaarlo Vasama; ۲۰ نوامبر ۱۸۸۵ – ۱۲ نوامبر ۱۹۲۶) ژیمناست هنری اهل فنلاند بود.